# خوليو بورخيس
خوليو بورخيس بلدية في ولاية بياوي في المنطقة الشمالية الشرقية من البرازيل.